# Фаунтен-Сіті (Вісконсин)
Фаунтен-Сіті (англ. Fountain City) — місто (англ. city) в США, в окрузі Баффало штату Вісконсин. Населення — 806 осіб (2020).

## Географія
Фаунтен-Сіті розташований за координатами 44°7′6″ пн. ш. 91°41′23″ зх. д. / 44.11833° пн. ш. 91.68972° зх. д. (44.118312, -91.689652).  За даними Бюро перепису населення США в 2010 році місто мало площу 14,43 км², з яких 11,12 км² — суходіл та 3,31 км² — водойми.

## Демографія
Згідно з переписом 2010 року, у місті мешкало 859 осіб у 410 домогосподарствах у складі 215 родин. Густота населення становила 60 осіб/км².  Було 467 помешкань (32/км²).
Расовий склад населення:
| - 97,0 % — білих - 1,4 % — корінних американців - 0,1 % — чорних або афроамериканців - 0,1 % — азіатів |

До двох чи більше рас належало 0,8 %. Частка іспаномовних становила 1,0 % від усіх жителів.
За віковим діапазоном населення розподілялося таким чином: 16,9 % — особи молодші 18 років, 65,3 % — особи у віці 18—64 років, 17,8 % — особи у віці 65 років та старші. Медіана віку мешканця становила 42,3 року. На 100 осіб жіночої статі у місті припадало 113,2 чоловіків;  на 100 жінок у віці від 18 років та старших — 114,4 чоловіків також старших 18 років.
Середній дохід на одне домашнє господарство  становив 51 060 доларів США (медіана — 35 852), а середній дохід на одну сім'ю — 62 510 доларів (медіана — 50 125). Медіана доходів становила 42 708 доларів для чоловіків та 30 625 доларів для жінок. За межею бідності перебувало 21,3 % осіб, у тому числі 29,7 % дітей у віці до 18 років та 0,0 % осіб у віці 65 років та старших.
Цивільне працевлаштоване населення становило 469 осіб. Основні галузі зайнятості: виробництво — 25,8 %, освіта, охорона здоров'я та соціальна допомога — 15,4 %, роздрібна торгівля — 14,5 %.